# Magomed Ibragimov
Magomed Idrisovich Ibragimov (em russo:  Магомед Идрисович Ибрагимов; Irib, 2 de junho de 1985) é um lutador de estilo-livre usbeque de origem russa, medalhista olímpico.

## Carreira
Ibragimov competiu na Rio 2016, na qual conquistou a medalha de bronze, na categoria até 97 kg.